# حامول كروي الزهرة
حامول كروي الزهرة (الاسم العلمي: Cuscuta globiflora) هو نوع من النباتات يتبع جنس الحامول من الفصيلة المحمودية.